# ۱۲۸۱ (خورشیدی)
۱۲۸۱ هزار و دویست و هشتاد و یکمین سال هجری خورشیدی سالی عادی است.

## رویدادها
- ۸ مهر - افتتاح مدرسه آلیانس کرمانشاه
- امضای نهایی قراداد گمرکی ایران و روسیه در تهران در زمان مظفرالدین شاه قاجار.

## زادروزها
- ۱۹ فروردین - فاطمه سیاح، استاد ادبیات
- ۱۳ خرداد - عبدالحسین هژیر، از نخست وزیران پهلوی دوم
- ۱ مهر - سید روح‌الله خمینی، بنیانگذار انقلاب ۱۳۵۷ ایران
- ۲۸ بهمن - صادق هدایت، نویسنده، مترجم و روشنفکر ایرانی
- ۳ اسفند - همدم السلطنه پهلوی، دختر بزرگ رضاشاه پهلوی
- سید محمدکاظم شریعتمداری، یکی از مراجع تقلید و روحانیان ایرانی
- جواد بدیع‌زاده، خواننده و موسیقیدان
- عطا ا.. اشرفی اصفهانی، روحانی